# دومنیکو ده لیلو
دومنیکو ده لیلو (ایتالیایی: Domenico De Lillo؛ زادهٔ ۳۰ اوت ۱۹۳۷) دوچرخه‌سوار اهل ایتالیا است.
وی در مسابقات کشوری و بین‌المللی در مجموع برندهٔ ۳ مدال برنز شده‌است.